# Calnali (kommun)
Calnali är en kommun i Mexiko.   Den ligger i delstaten Hidalgo, i den sydöstra delen av landet, 170 km norr om huvudstaden Mexico City. Antalet invånare är 15 815.
Följande samhällen finns i Calnali:
- Calnali
- San Andrés
- Atempa
- Santa Lucía
- Techichico
- Tecueyaca
- Buenavista
- Tostlamantla
- Camotla
- Cruz Verde
- Tecuapa
- San Isidro
- Tlatexco
- Texcaco